# Australian Juniors 2013
Das Australian Juniors 2013 als bedeutendstes internationales Nachwuchsturnier von Australien im Badminton fand vom 3. bis zum 5. Mai 2013 im Ken Kay Badminton Stadium in Wendouree in Ballarat statt.

## Sieger und Platzierte
| Disziplin    | Gold                               | Silber                   | Bronze                                              |
| ------------ | ---------------------------------- | ------------------------ | --------------------------------------------------- |
| Herreneinzel | Andrew Susanto                     | Daniel Guda              | Luis Ramón Garrido                                  |
| Herreneinzel | Andrew Susanto                     | Daniel Guda              | Anthony Joe                                         |
| Dameneinzel  | Alice Wu                           | Haramara Gaitan          | Grace Ngiam                                         |
| Dameneinzel  | Alice Wu                           | Haramara Gaitan          | Sherilyn Amanda Teo                                 |
| Herrendoppel | Buwenaka Goonethileka Sachin Dias  | Anthony Joe Pit Seng Low | Daniel Guda Toby Wong                               |
| Herrendoppel | Buwenaka Goonethileka Sachin Dias  | Anthony Joe Pit Seng Low | Kamod Rashmitha Halambage Mahen Anjana Samaranayake |
| Damendoppel  | Natasha Sharp Gronya Somerville    | Vinning Mak Jennifer Tam | Kavindika de Silva Yasmitha Sankapale Dayarathne    |
| Damendoppel  | Natasha Sharp Gronya Somerville    | Vinning Mak Jennifer Tam | Joy Lai Grace Ngiam                                 |
| Mixed        | Luis Ramón Garrido Haramara Gaitan | Eric Vuong Joy Lai       | Gavin Ho Jennifer Tam                               |
| Mixed        | Luis Ramón Garrido Haramara Gaitan | Eric Vuong Joy Lai       | Athi Selladurai Sherilyn Amanda Teo                 |